# TS-8別斯教練機
別斯教練機（波蘭語：Bies）是一款由波蘭研製的教練機。

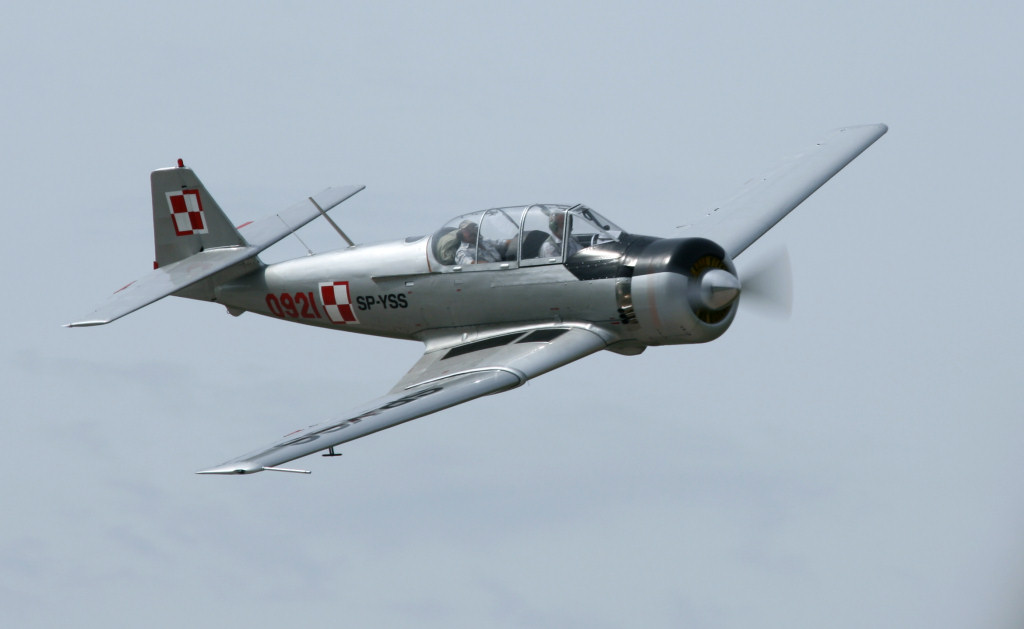

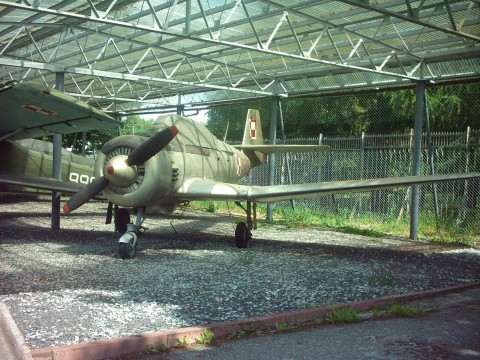

## 發展
為了取代日益老舊的Yak-11教練機和Junak教練機，由總工程師塔德烏什·蘇爾蒂克帶領的團隊開始研發新一代活塞發動機教練機，也因此編號是TS。Bies是取名自波蘭當地民俗故事中的惡魔。
飛機於1953年開始研發，並於1957年成功試飛，並打破當時的幾項世界紀錄。原型機於1957年在巴黎航展展出。TS-8具有良好的操控性和性能，除了嘈雜的引擎是它為數不多的缺陷之一，並且這是戰後波蘭設計的第一架真正現代的飛機。別斯為全金屬低翼懸臂單翼飛機，採用金屬覆蓋的半硬殼式機身。

別斯教練機於1960年代中期開始服役於波蘭空軍，並於之後被TSL-11取代。大多數TS-8交付給民用航空，並於1978年徹底退出民用市場。

## 型號
- TS-8

3架原型機
- TS-8 BI

實驗系列，共10架
- TS-8 BII

主要服役系列，共229架
- TS-8 BIII

配備更好的航空電子設備版本，共10架

## 服役國家

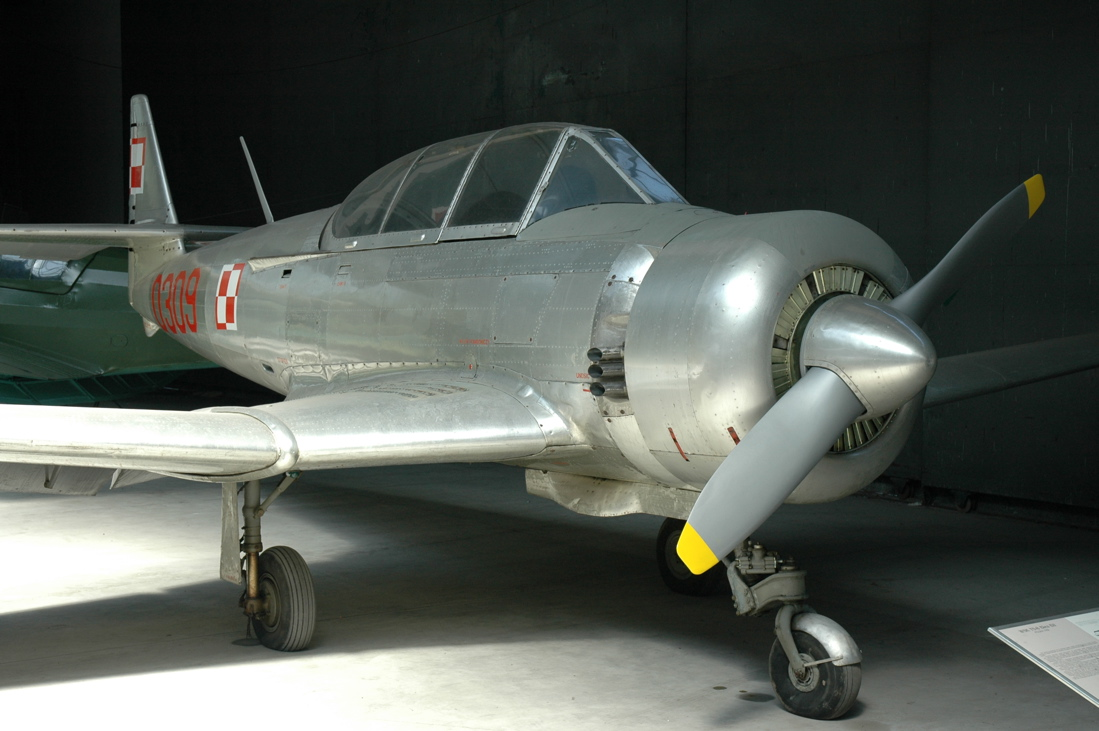
展示在波蘭航空博物館的TS-8

- 印度尼西亞:2架
- 波蘭